# Ludmila de Polonia
Viacheslava Ludmila de Polonia (en polaco: Wierzchosława Ludmiła Mieszkówna; nacida antes de 1153 – fallecida antes de 1223), fue una princesa polaca miembro de la Casa de Piast, por matrimonio señora de Bitsch y en el período 1205-1206 duquesa de Lorena.
Era la segunda hija y cuarto hijo de Miecislao III el Viejo,  duque de la Gran Polonia y desde 1173 Gran Duque de Polonia, de su primera esposa Isabel, hija del rey Béla II de Hungría. Probablemente se la llamó así por la Gran Duquesa Viacheslava de Nóvgorod, esposa de Boleslao IV el Rizado, el Gran Duque que gobernaba Polonia; con este gesto, el duque Miecislao III podían haber mostrado una expresión de las relaciones cada vez más estrecha entre él y su hermano el Gran Duque.

## Biografía
Alrededor de 1167, Vladislava Ludmila se casó con Federico, señor de Bitsch, segundo hijo del duque Mateo I de Lorena. La unión fue concertada por el tío materno de Federico, Federico I del Sacro Imperio Romano Germánico durante una visita a Polonia; gracias a esta boda, Miecislao III obtuvo importantes aliados entre sus gobernadores occidentales. 
Durante su matrimonio, Ludmila tuvo nueve hijos con su marido, cinco chicos —Federico (que sucedió a su padre como duque de Lorena), Mateo (más tarde obispo de Toul), Felipe (Señor de Gerbéviller), Teodorico (Señor de Autigny) y Enrique (Señor de Bayon)— y cuatro hijas —Ágata (Abadesa de Remiremont), Judit (Condesa de Salm), Hedwiga (Condesa de Zweibrücken) y Cunegunda (Duquesa de Limburgo)—.
Ludmila se convirtió en el contacto entre los representantes artísticos franceses y polacos. Una de las teorías sobre la construcción de las famosas puertas de Gniezno afirma que gracias a sus esfuerzos, alrededor del año 1180 las puertas llegaron a la corte de su padre.
Después de años de disputas entre Federico y su hermano el duque Simón II de Lorena, en 1205 él finalmente abdicó y entró en un monasterio. Entonces Federico se convirtió en duque de Lorena, y Viacheslava Ludmila su duquesa consorte. Sin embargo, su reinado fue breve: un año después, en 1206, el duque Federico I murió. Viacheslava Ludmila regresó a Polonia tras la muerte de su marido, y allí permaneció hasta su propia muerte, alrededor de 1223.